# Comisión Nacional para el Desarrollo y Vida sin Drogas
La Comisión Nacional para el Desarrollo y Vida sin Drogas, Devida o DEVIDA es un organismo oficial del Gobierno del Perú adscrito a la Presidencia del Consejo de Ministros encargado de diseñar y conducir la «Estrategia Nacional de Lucha contra las Drogas» en el país.
Devida constituye también la contraparte nacional para recibir fondos de la cooperación internacional, especialmente la del Gobierno de Estados Unidos para la implementación de su política de «Guerra contra las drogas» en Perú. Los fondos de EE. UU. son canalizados a través de Agencia de los Estados Unidos para el Desarrollo Internacional (USAID).
La política nacional respecto a las drogas canalizada a través de Comisión Nacional para el Desarrollo y Vida sin Drogas, principalmente de las plantas de la coca (Erythroxylum coca y Erytroxylum novogranatense var. truxillense), ha estado orientada desde su creación hacia la erradicación y sustitución de los cultivos. No obstante, a inicios del Gobierno de Ollanta Humala, se buscó orientar la política hacia una menos represiva a través de la designación de Ricardo Soberón como presidente ejecutivo de Devida el 5 de agosto de 2011. La medida tomada fue criticada por un sector de la política y la sociedad civil por cambiar la política nacional del país. Soberón renunció al cargo menos de seis meses después, el 20 de enero de 2012. Se designó en su reemplazo como presidente ejecutivo, a la Carmen Masías Claux, subdirectora en ese entonces de Centro de Información y Educación para la Prevención del Abuso de Drogas (Cedro).

## Funciones
De acuerdo a la legislación vigente establecida en Decreto Supremo  N.º 047-2014-PCM, Devida tiene las siguientes funciones:
1. Diseñar la Política Nacional de carácter Multisectorial de Lucha contra el Tráfico Ilícito de Drogas y el Consumo de Drogas, promoviendo el desarrollo integral y sostenible de las zonas cocaleras del país, en coordinación con los Sectores competentes, tomando en consideración las Políticas Sectoriales vigentes, así como conducir el proceso de su implementación.
2. Elaborar los Programas que conforman la «Estrategia Nacional de Lucha contra las Drogas», en coordinación con las entidades del Estado que participan en la implementación de dicha Estrategia. Coordinar el proceso de diseño, elaboración y evaluación de los planes operativos anuales de dichos Programas.
3. Dirigir y coordinar el proceso de monitoreo de los Planes Operativos anuales, promoviendo, según sea el caso, la aplicación de las medidas correctivas necesarias para alcanzar los resultados esperados.
4. Conducir el proceso de evaluación de los resultados de los Planes Operativos anuales y su incidencia en la implementación de los Programas que conforman la Estrategia Nacional de Lucha Contra las Drogas.
5. Apoyar el desarrollo de capacidades en los Gobiernos Regionales y Locales para la Lucha Contra las Drogas.

## Historia

### Antecedentes
Bajo presión del Gobierno de Estados Unidos, en 1981 el Gobierno del Perú creó el Proyecto Especial de Control y Reducción del Cultivo de la Coca en el Alto Huallaga (Corah), dependiente del Ministerio del Interior y en 1982 el Proyecto Especial Alto Huallaga (Peah), dependiente del Ministerio de Agricultura y Riego. El Corah estuvo enfocado a la erradicación de cultivos mientras que el Peah a la promoción de cultivos alternativos.

## Presidentes ejecutivos
- Nils Ericsson Correa (2002-2006)
- Rómulo Pizarro Tomasio (2006-2011)
- Ricardo Soberón (2011-2012)[11]
- Carmen Masías Claux (2012-2014)[12]
- Alberto Otárola Peñaranda (2014-2016)
- Carmen Masías Claux (2016-2018)
- Rubén Vargas Céspedes (2018-2020)[13][14]
- Fidel Pintado Pasapera (2020-2021)[15]
- Ricardo Soberón (2021-)[16]

### Legislación
- Decreto Ley N.º 22095 Archivado el 27 de enero de 2018 en Wayback Machine. Ley de Represión del Tráfico Ilícito de Drogas (21 de febrero de 1978)
- Decreto Supremo N.º 047-2014-PCM (enlace roto disponible en Internet Archive; véase el historial, la primera versión y la última). Reglamento de Organización y Funciones de DEVIDA (4 de julio de 2014)
- Decreto Legislativo N. 1241 Ley que fortalece la lucha contra el tráfico ilícito de drogas (7 de septiembre de 2015)

- Datos: Q2985223
- Multimedia: Comisión Nacional para el Desarrollo y Vida sin Drogas / Q2985223